# Joker contra Tröpfe
Joker contra Tröpfe mit dem Untertitel Invasion vom Heulplaneten (im Original: Les Rigolus et les Tristus) ist eine französische Comicserie.

## Entstehung
Die Comicserie wurde von dem Comicautor Jean Cézard geschrieben und gezeichnet und in dem Comicmagazin Vaillant (siehe auch Pif Gadget) veröffentlicht. Die Serie wurde 1969 innerhalb einer Geschichte von Arthur, das Gespenst eingeführt, das Gespenst war später noch jeweils kurz in den Geschichten dabei. Als Hommage an die Asterix-Serie sind vor allem die Namen der Figuren in Form lateinischer Wortspiele zu verstehen. In Deutschland erschienen die Geschichten als regelmäßiger Bestandteil der Felix-Großbände.

## Handlung
Während die rotgekleideten Joker viel Lachen, ihre Zeit mit Nichtstun verbringen, aber auch erfinderisch und hilfsbereit sind, sind ihre Gegenspieler die grüngekleideten Tröpfe mit blauer Hautfarbe ständig darauf bedacht, die Joker mit hinterlistigen Plänen zu besiegen. Dazu erfinden sie beispielsweise zerstörerische furchteinflössende Maschinen, die aber in der Regel nicht ausgereift sind bzw. abgewehrt werden können. Gelingt es ihnen einen Joker traurig zu machen, so verwandelt sich dieser ebenfalls in einen Tropf – dies kann aber auch wieder umgekehrt werden. Die Handlung der Reihe ähnelt sich von Geschichte zu Geschichte sehr: Nach anfänglichen Erfolgen und möglichen umgewandelten Jokern, gewinnen die Joker durch ihre Gelassenheit und Kreativität die Oberhand. Die Anführer der Tröpfe treten den Rückzug an. 

## Welt und Charaktere
Die Welt des Geschehens, der Kicherstern, ist mit seinen Gebäuden und Möbeln futuristisch gestaltet. Die Grenze zwischen dem Land der Joker mit der Grinsburg und dem der Tröpfe ist durch eine gestrichelte Linie gekennzeichnet. Die Figuren tragen ulkige Mützen, die je nach Charakter von Schlumpfhauben bis zu Sträflingsmützen – wie bei dem Erfinder der Tröpfe, der in der deutschen Übersetzung mal als Sauersenf mal als Sauerpott bezeichnet wird – reichen. Der aggressive Anführer der Tröpfe namens Sauerampfer ist lang und schmal, er trägt ein "T" auf dem Oberteil seiner Bekleidung und seine Mütze ragt mit mehreren Falten weit über seinen Kopf hinaus. Die Buchstabenkürzel auf der Bekleidung dreier Tröpfe deuten auf die Namen des französischen Originals hin: "T" für Taciturnus, "M" für Morfondus und "D" für den Erfinder Déplorus. Morfondus ist der Underdog bzw. Schatten von Taciturnus, der darüber hinaus in einer Folge von dem Gespenst Arthur als Joker entlarvt wird. Da er kaum in den Geschichten als Charakter eingeführt wird, bleibt seine Rolle für den Leser schwer fassbar. Der Anführer der Joker Jubilus Grinskus ist rundlich und gemütlich, er trägt eine weiße Halskrause und eine stielartige Kopfbedeckung auf der sich am oberen Ende ein weißer oder roter Ring befindet. Der Erfinder der Joker heißt Juxus und trägt eine Art Kochmütze. Andere Figuren werden namentlich nur in einzelnen Folgen eingeführt.